# Aulagromyza coloradensis
Aulagromyza coloradensis är en tvåvingeart som beskrevs av Spencer 1986. Aulagromyza coloradensis ingår i släktet Aulagromyza och familjen minerarflugor.
Artens utbredningsområde är Colorado. Inga underarter finns listade i Catalogue of Life.